# ویلکییا
ویلکییا (به لاتین: Vilkija) در لیتوانی با جمعیت ۲٬۳۲۶ نفر است که در اوکشتایتیا واقع شده‌است.